# Butoh

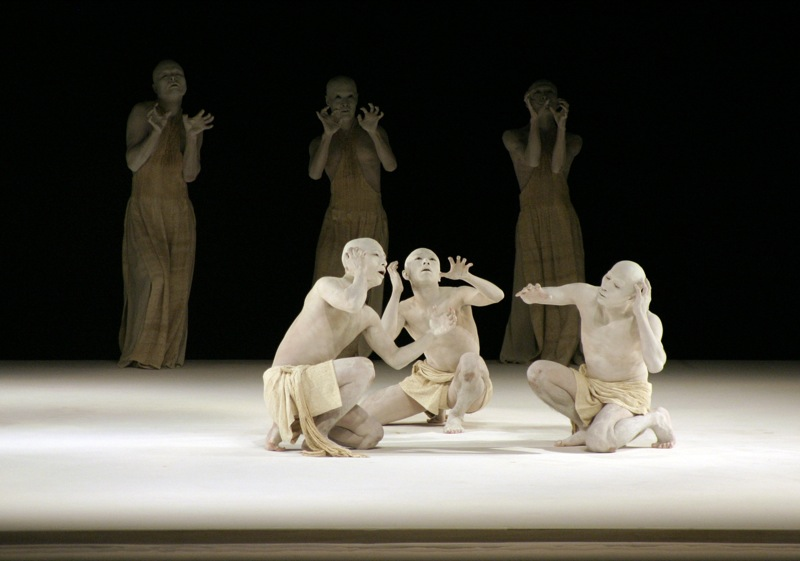
Butoh av Sankai Juku 2006.

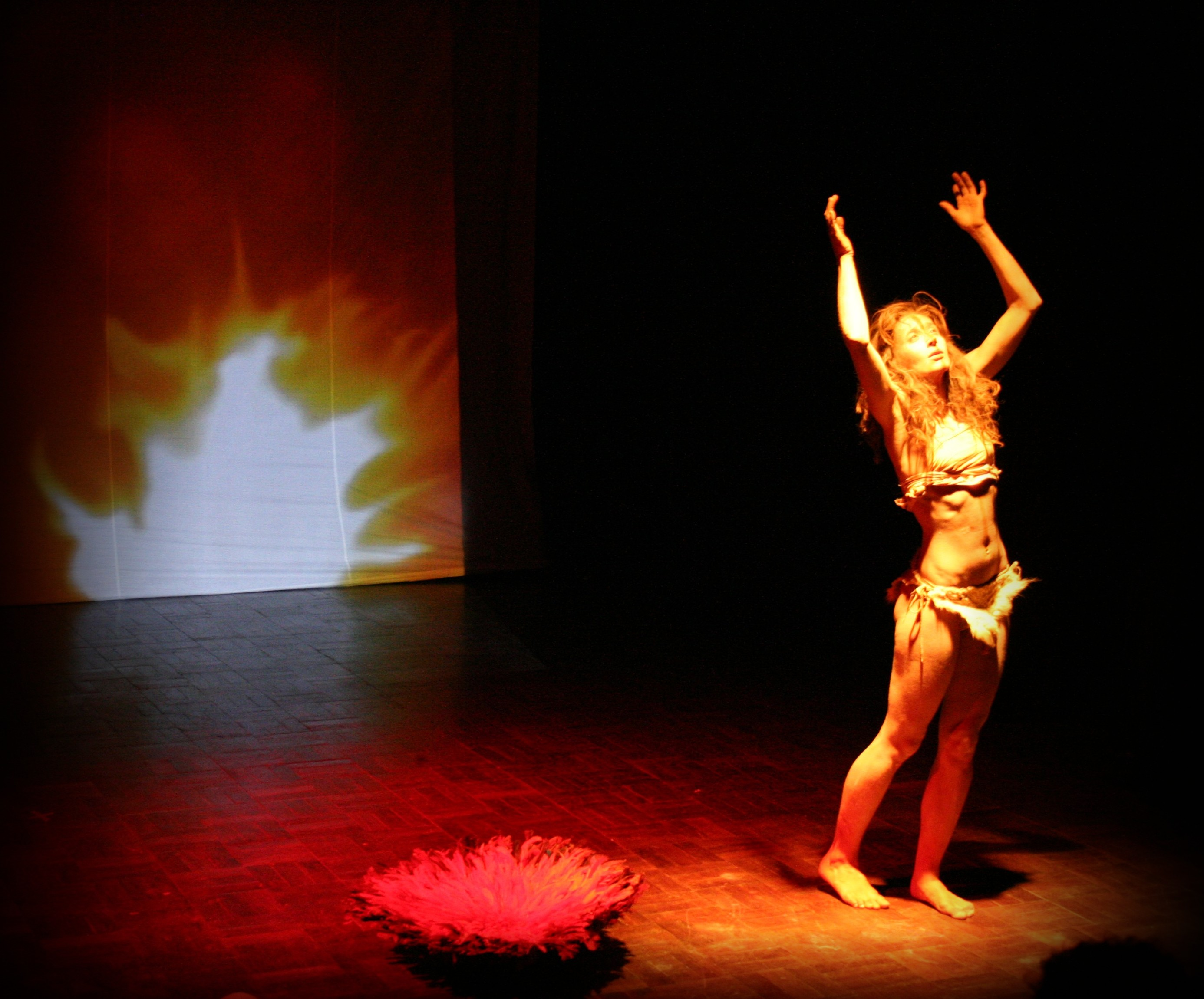
"Echo in the Dark" av Kathi von Koerber, Harare, Zimbabwe, 2007.

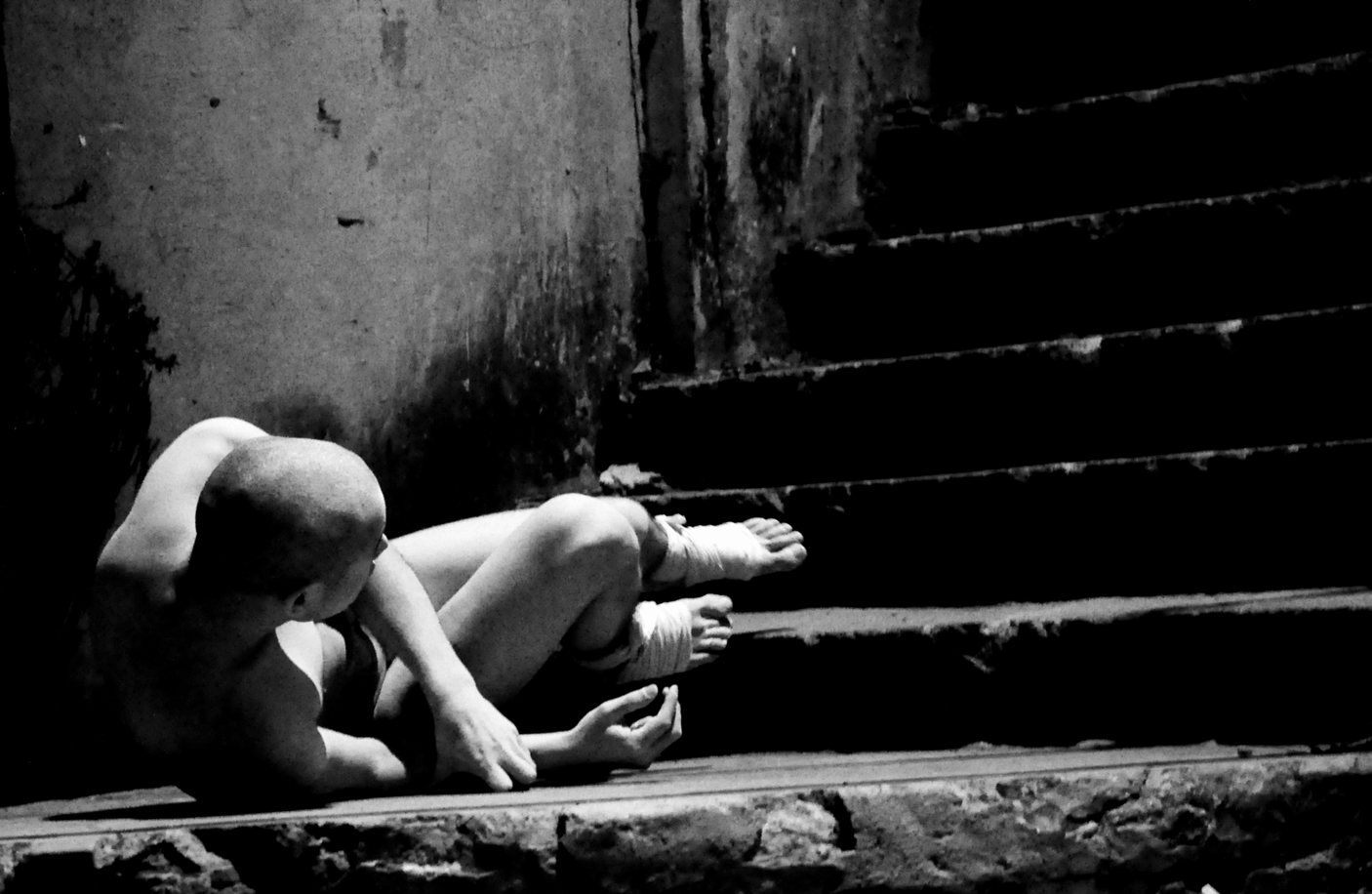
Butoh av Emerson Vidal 2010.

Butoh eller buto (japanska mörkrets dans) är en svårdefinierad konstform, närmast ett slag av performancedans. Butoh skapades 1959, med inriktning på absurd, ibland närmast grotesk och provokativ kroppslighet, ofta inriktad på tabu-ämnen, extrema miljöer, och traditionellt utförd med vit eller grå kroppsmålning med långsamma hyperkontrollerade rörelser. Allt eftersom som Butoh blivit allt mer internationell har den formats av nya utövare och efter sin nya miljö och har fått varierande estetiska ideal och mål.
När konstformen skapades i Japan som en reaktion mot traditionell japansk dans var den delvis inspirerad av 1950-talets moderna västerländska dans, exempelvis den tyska "Neue tanz". Som skapare nämns vanligen Tatsumi Hijikata (1928–1986) och Kazuo Ohno (född 1906). Det första framförandet av butoh genomfördes 1959. Yoko Ashikawa var Hijikatas assistent och främsta dansare under 20 år. Hon tog över ledarskapet av Hakutobo efter Hijikatas död. Sedan mitten av 1980-talet är Tomoes Shizune konstnärlig ledare för Tomoe Shizune & Hakutobo.

## Historia
Det första uppförandet av butoh, Kinjiki (Förbjudna färger) av Tatsumi Hijikata, var på en dansfestival 1959. Verket var baserat på romanen med samma namn av Yukio Mishima. Det utforskade homosexualitetens tabu och avslutades med att en kyckling hölls mellan benen på Kazuo Ohnos son Yoshito Ohno. Att kycklingen dog skapade stor upprördhet och uppmärksamhet. Hijikata blev utesluten från fortsatt deltagande i festivalen.
De tidigaste framträdandena kallades inte "butoh", utan "Dance Experience". I början av 1960-talet använde Hijikata termen "Ankoku-Buyou", 暗黒舞踊 (mörkrets dans). Han ändrade senare ordet "buyo", som kunde associeras till klassisk japans dans, till "butoh," ett ålderdomligt ord för dans som ursprungligen hade syftat på "European ballroom dancing".
I senare verk fortsatte Hijikata att utmana traditionella föreställningar om dans. Inspirerad av författare som Yukio Mishima, Lautréamont, Artaud, Genet och de Sade, utforskade han groteskerier, mörker och förfall och den mänskliga kroppens övergång till andra former, exempelvis djur eller helt andra tillstånd och existenser. 
Arbetet utvecklades i början 1960-talet av Kazuo Ohno till det som nu betraktas som "butoh". I Nourit Masson-Sekines och Jean Vialas bok Shades of Darkness, betraktas Ohno som "butohs själ", medan Hijikata ses som "butohs arkitekt". Hijikata och Ohno utvecklade senare varsin skola i sin undervisning. 

## Butoh i Sverige
SU-EN Butoh Company[2] grundades i Tokyo 1992, med den konstnärliga ledaren Susanna Åkerlund (SU-EN). SU-EN har fem års utbildning i Japan hos butohkonstnären Yoko Ashikawa i gruppen Tomoe Shizune & Hakutobo, och är pionjär för Ankoku Butoh i Sverige. Sedan 1994 är kompaniet baserat med Haglund Skola Center for Butoh i svenska Almunge som bas.
Hon beskriver sin butohkonst: 
| ”                | Butohdansaren ser livet som ett ständigt pågående sönderfall. Ett liv i kris. Där något dör, föds det samtidigt något nytt. Till skillnad från västerlandets uppdelning i kaos och ordning förenar Butoh de båda begreppen. Dansaren utplånar sitt ego (bland annat med hjälp av tekniken eaten by insects) för att bli enbart kropp. En omedveten, gränslös sådan. Kroppen är och blir en del av alltet, vilket omfattar livets samtliga aspekter av ljus och mörker, gott och ont, vackert och fult, människa och natur, och liv och död. | „ |
| – SU-EN om Butoh | |   |

År 2011 erhöll SU-EN Butoh Company Uchimura-priset för japansk dans utanför Japan, och Cora-priset för bästa gränsöverskridande kvinnliga kulturutövare i Sverige.
SU-EN Butoh Company bedriver även utbildning som leder till examinering i SU-EN Butoh-metoden och två dansare har utexaminerats med konstnärsnamn och stöd från kompaniet att utveckla metoden och estetiken efter arvet Ashikawa – SU-EN; TO-EN, baserad i Polen samt KAI-EN baserad i Sverige.  
KAI-EN är butohkonstnär baserad i Stockholm. 2010 erhöll hon namnet KAI-EN och grundade KAI-EN Butoh Company, efter flera års lärlingskap i SU-EN Butoh Company. Namnet visar på släktskapet och arvet efter SU-EN.
Caroline Lundblad (Frauke) är en annan representant för butoh i Sverige.

### Fotnoter
1. ↑  Ångström, Anna (10 april 2019). ”Naturens mirakel hyllas i dans med gröna fingrar”. Svenska Dagbladet. ISSN 1101-2412. https://www.svd.se/naturens-mirakel-hyllas-i-dans-med-grona-fingrar. Läst 21 september 2019.
2. ↑  ”FiB/K 4/97 – BUTOH att dansa platsen”. fib.se. 1997. Arkiverad från originalet den 4 mars 2016. https://web.archive.org/web/20160304224636/http://fib.se/fib_1/butoh.html. Läst 21 september 2019.
3. ↑  Butoh: Att dansa platsen. Arkiverad 4 mars 2016 hämtat från the Wayback Machine.
4. ↑  SU-EN Butoh Company.
5. ↑  Naoya Uchimura-priset 2011. Arkiverad 14 juli 2014 hämtat från the Wayback Machine.
6. ↑  ”kai-enbutoh.se”. www.kai-enbutoh.se. http://www.kai-enbutoh.se/. Läst 21 september 2019.
7. ↑  ”Sugen på att dansa butoh?”. Arkiverad från originalet den 14 juli 2014. https://web.archive.org/web/20140714215340/http://www.dt.se/dalarna/leksand/sugen-pa-att-dansa-butoh. Läst 9 juni 2014.

### Allmänna källor
- Brianne Waychoff, "Butoh, bodies, and being", Kaleidoscope Vol. 8, 2009.
- Litteratur: Die Rebellion des Körpers. BUTOH. Ein Tanz aus Japan. Udgivet af Michael Haerdter og Sumie Kawai. (Alexander Verlag Berlin, 1988).
- Dans och diktning från Japan